# آیت سی اعمر
آیت سی اعمر (به لاتین: Aït Si Amar) یک روستایی در آمال (استان بومرداس) است که در ناحیه ثنیه واقع شده‌است. آیت سی اعمر ۶٫۶ کیلومتر مربع مساحت دارد ۴۹۰ متر بالاتر از سطح دریا واقع شده‌است.